# Schneegattern
Schneegattern ist eine Ortschaft in der Gemeinde Lengau im Bezirk Braunau am Inn in Oberösterreich mit 912 Einwohnern (Stand 1. Jänner 2024).

## Geschichte
Der Ort wurde 1363 urkundlich genannt. Ursprünglich Weißenbach genannt, wurde der Ort 1910 nach dem Hausnamen des Ortsgasthauses auf Schneegattern geändert.
Mit 1791 gab es im Ort eine Glaserzeugung. Es ist wenig historische Ortsverbauung erhalten.

## Kultur und Sehenswürdigkeiten
- Katholische Pfarrkirche Schneegattern Maria Lourdes